# صفيحة عضلية مخاطية
الصفيحة العضلية المخاطية (بالإنجليزية: Lamina muscularis mucosae)‏ هي طبقة رقيقة من عضلة القناة الهضمية، تقعُ خارجَ الصفيحة المخصوصة وتفصلها عن الطبقة تحت المخاطية. تظهر هذه الصفيحة بنمطٍ مستمر من المريء إلى أعلى المستقيم (التسميات الدقيقة لطبقات عضلات المستقيم لا تزال قيد المناقشة). تظهر في الجهاز البولي طبقة عضلية شبيهة بالصفيحة العضلية المخاطية غير المستمرة، حيثُ تظهر من حويضة الكلية إلى المثانة، ولكنها لا تُعتبر صفيحةً عضلية مخاطية حقيقية.
في القناة الهضمية، مُصطلح مخاطية (mucosa) أو غشاء مخاطي يُشير إلى اتحادٍ بين النسيج الطلائي والصفيحة المخصوصة والصفيحة العضلية المخاطية.
تتكون الصفيحة العضلية المخاطية من عدةِ طبقاتٍ رقيقة من ألياف العضلات الملساء والتي تتجه في اتجاهاتٍ مختلفة مما يحفظ السطح المخاطي والغدد السفلية في حالةٍ ثابتةٍ من التحفيز الطفيف لإطلاق محتويات غدد الخبايا، مما يُحسن الاتصال بين النسيج الطلائي ومحتويات التجويفات.

## التسمية
تُسمى الصفيحة العضلية المخاطية أيضًا بالطبقة العضلية المخاطية، وتُدعى اختصارًا
العضلية المخاطية (بالإنجليزية: Muscularis mucosae)‏.

## معرض صور

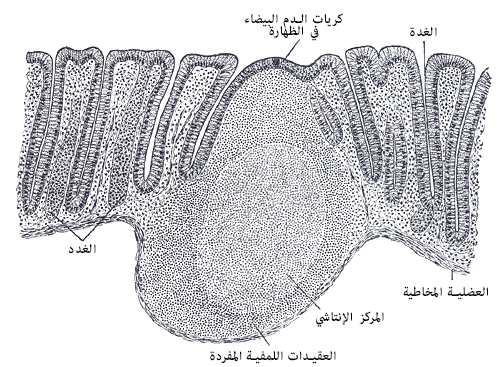
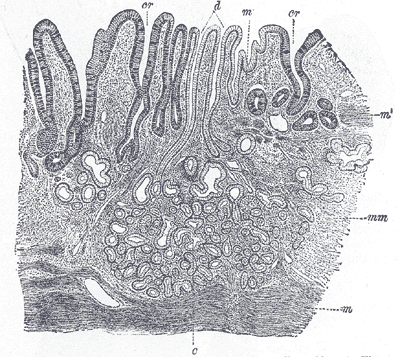
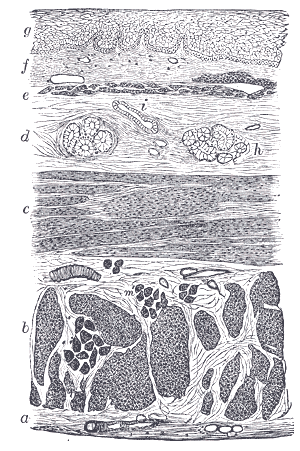
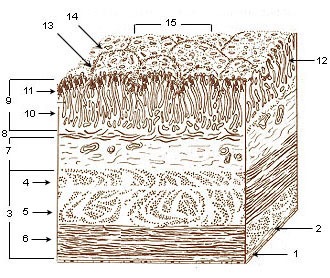

## وصلات خارجية
- Bioweb at UWLAX aplab
- صورة تشريحية: 14_08 في مركز جامعة أوكلاهوما للعلوم الصحية. — "Lung"
- فسيولوجيا: 6/6ch1/s6ch1_11 - أساسيات فسيولوجيا الإنسان
- صور تشريحيَّة: digestive/mammal/system1/system4 - علم الأعضاء المقارن في جامعة كاليفورنيا، ديفيس - "Mammal, whole system (LM, Low)"
- مادة علم الأنسجة في جامعة إلينوي في إربانا-شامبين 830